# John Foreman (Filmproduzent)
John Foreman auch John C. Foreman (* 26. Juli 1925 in Idaho Falls, Idaho; † 20. November 1992 in Beverly Hills, Kalifornien) war ein US-amerikanischer Filmproduzent. International bekannt wurde er durch die Produktion der Kinofilme Zwei Banditen, Das war Roy Bean, Der Mann, der König sein wollte oder Die Ehre der Prizzis.

## Leben und Karriere
John Christian Foreman, geboren 1925 in Idaho Falls, diente als Soldat während des Zweiten Weltkrieges in der United States Navy. Nach dem Krieg lehrte Foreman zuerst am Stevens College in Columbia, Missouri, später begann er seine Karriere im Filmgeschäft in Hollywood. Neben seiner Talentagentur gründete Foreman Ende der 1960er Jahre auch die Produktionsgesellschaft Newman-Foreman Productions. Seine Freundschaft mit dem Schauspieler Paul Newman brachte 1969 gleich zwei erfolgreiche Filme hervor, den Rennfahrerfilm Indianapolis und den oscarprämierten Western Zwei Banditen mit Paul Newman als Butch Cassidy und Robert Redford in der Rolle des Sundance Kid. Der Film gewann vier Oscars und John Foreman erhielt eine Oscar-Nominierung in der Kategorie Bester Film. Zu Beginn der 1970er Jahre entstanden weitere Filme der Newman-Foreman Productions, unter anderem Sie möchten Giganten sein, Zwei Haudegen auf Achse, Das war Roy Bean oder Der Mackintosh-Mann.
1975 produzierte Foreman den Abenteuerfilm Der Mann, der König sein wollte mit Sean Connery und Michael Caine in den Hauptrollen, wobei die Finanzierung des Films lange Zeit nicht gesichert war. Regie führte erneut der Regisseur John Huston, der bereits den Western Das war Roy Bean und den Thriller Der Mackintosh-Mann in den Jahren zuvor inszeniert hatte. Die Musik komponierte auch dort der Komponist Maurice Jarre. 1978 trat Foreman bei einem weiteren Sean Connery Film als Produzent in Erscheinung, dieses Mal bei der Kriminalkomödie Der erste große Eisenbahnraub. In den 1980er Jahren gewann Foreman mit der Komödie Die Ehre der Prizzis erneut eine Oscar-Nominierung. Seine letzte Produktion zu Lebzeiten war 1991 der 2. Teil der Erfolgskomödie Mannequin. Foreman galt privat als sehr zugänglich und veranstaltete gerne Hollywood-Partys. Mit vielen seiner Kollegen aus dem Filmgeschäft war er befreundet mit einigen arbeitete er gleich mehrfach zusammen, unter anderem mit Paul Newman, Sean Connery, John Huston, Maurice Jarre, Dave Grusin oder Stewart Raffill.
John C. Foreman produzierte in seiner Karriere über 15 Kinofilme. Neben seiner Karriere als Filmproduzent arbeitete Foreman bei MCA und bei der Public Relations Agentur Rogers & Cowan. Er war Mitbegründer der Creative Management Agency, aus der später ICM wurde.
Foreman verstarb am 20. November 1992 im Alter von 67 Jahren in Beverly Hills, Kalifornien an den Folgen eines Herzinfarkt. Sein Grab befindet sich auf dem Hollywood Forever Cemetery.
Von 1961 bis zu seinem Tod war Foreman mit der Schauspielerin Linda Lawson verheiratet, sie haben zwei Kinder. Die Schauspielerin Amanda Foreman (* 1966) ist die Tochter.

## Auszeichnungen
- 1970: Oscar-Nominierung in der Kategorie Bester Film für Zwei Banditen
- 1986: Oscar-Nominierung in der Kategorie Bester Film für Die Ehre der Prizzis

## Filmografie (Auswahl)
- 1969: Indianapolis (Winning)
- 1969: Zwei Banditen (Butch Cassidy and the Sundance Kid)
- 1970: Machenschaften (WUSA)
- 1970: Puzzle of a Downfall Child
- 1970: Sie möchten Giganten sein (Sometimes a Great Notion)
- 1971: Der verkehrte Sherlock Holmes (They Might Be Giants)
- 1972: Zwei Haudegen auf Achse (Pocket Money)
- 1972: Das war Roy Bean (The Life and Times of Judge Roy Bean)
- 1972: Die Wirkung von Gammastrahlen auf Ringelblumen (The Effect of Gamma Rays on Man-in-the-Moon Marigolds)
- 1973: Der Mackintosh-Mann (The MacKintosh Man)
- 1975: Der Mann, der König sein wollte (The Man Who Would Be King)
- 1977: Bobby Deerfield
- 1978: Der erste große Eisenbahnraub (The First Great Train Robbery)
- 1984: Krieg der Eispiraten (The Ice Pirates)
- 1985: Die Ehre der Prizzis (Prizzi's Honor)
- 1989: Millennium – Die 4. Dimension (Millennium)
- 1991: Mannequin 2 – Der Zauber geht weiter (Mannequin: On the Move)